# بوكو حرام
جماعة أهل السنة للدعوة والجهاد التي غيرت اسمها بعد مبايعة تنظيم الدولة الإسلامية (داعش) إلى ولاية غرب أفريقية والمعروفة بالهوساوية باسم بوكو حرام أي «التعاليم الغربية حرام»، هي جماعة إسلامية نيجيرية سلفية جهادية مسلحة تتبنى العمل على تطبيق الشريعة الإسلامية في جميع ولايات نيجيريا، انقسمت الجماعة مما أدى إلى ظهور فصيل معاد يُعرف باسم ولاية غرب إفريقيا التابعة لتنظيم الدولة الإسلامية وبايع زعيمها أبو بكر البغدادي.
أسسها محمد يوسف عام 2002، ونجحت في الإنتشار بين المسلمين بسبب التهميش الأقتصادي لهم وتمركز الثروة في نيجيريا بين أعضاء النخبة السياسية الصغيرة وخاصة في الجنوب المسيحي من البلاد. وكذلك بسبب تفشي العلمانية والتعاليم الغربية، وكان يقودها أبو بكر شيكاو من عام 2009 حتى وفاته في عام 2021، على الرغم من أنها انقسمت إلى مجموعات أخرى بعد وفاة يوسف وأيضًا في عام 2015. عندما تم تشكيل المجموعة لأول مرة، كان هدفهم الرئيسي هو «لتطهير» الإسلام في شمال نيجيريا، معتقدين أن الجهاد يجب أن يتأخر حتى تصبح الجماعة قوية بما يكفي للإطاحة بالحكومة النيجيرية. كانت الجماعة متحالفة في السابق مع تنظيم الدولة الإسلامية في العراق والشام. عُرفت المجموعة بوحشيتها، ومنذ بدء التمرد في عام 2009، قتلت بوكو حرام عشرات الآلاف من الأشخاص في هجمات متكررة ضد الشرطة والقوات المسلحة والمدنيين، وقد أسفر عن مقتل أكثر من 300000 طفل، وتشريد 2.3 مليون من منازلهم، وكانت الجماعة الأكثر دموية في العالم خلال جزء من منتصف عام 2010 وفقًا لمؤشر الإرهاب العالمي. ساهمت بوكو حرام في أزمات الغذاء الإقليمية والمجاعات.
من أصل 2.3 مليون نازح بسبب النزاع منذ مايو 2013، غادر ما لا يقل عن 250 ألف شخص نيجيريا وفروا إلى الكاميرون وتشاد والنيجر.  قتلت جماعة بوكو حرام أكثر من 6600 شخص في عام 2014. ارتكبت الجماعة مذابح من بينها قتل 59 تلميذًا بنيران في فبراير 2014 وعمليات اختطاف جماعية بما في ذلك اختطاف 276 تلميذة في شيبوك بولاية بورنو، نيجيريا، أبريل 2014. الفساد في الأجهزة الأمنية وحقوق الإنسان وقد أعاقت الانتهاكات التي يرتكبونها جهود مواجهة الاضطرابات.
بعد تأسيس بوكو حرام في عام 2002، أدى التطرف المتزايد لبوكو حرام إلى عملية قمع من قبل الجيش النيجيري وقتل زعيمها محمد يوسف في يوليو 2009.  انتعاشها غير المتوقع، بعد هروب جماعي من السجن في سبتمبر 2010 في باوتشي، كان مصحوبة بهجمات متطورة بشكل متزايد، ضد أهداف سهلة في البداية، ولكنها تقدمت في عام 2011 لتشمل تفجيرات انتحارية لمباني الشرطة ومكتب الأمم المتحدة في أبوجا. إعلان الحكومة حالة الطوارئ في بداية عام 2012، امتدت في العام التالي لتشمل شمال شرق نيجيريا بالكامل، مما أدى إلى زيادة انتهاكات قوات الأمن وهجمات المسلحين.
القائد الحالي لها هو أبو مصعب البرناوي الذي عينه تنظيم الدولة الإسلامية (داعش) والي ولاية غرب أفريقيا في 4 أغسطس 2016، خلفًا للوالي السابق أبي بكر شيكاو، وسميت هذه الجماعة بطالبان نيجيريا وهي مجموعة مؤلفة خصوصاً من طلبة تخلوا عن الدراسة وأقاموا قاعدة لهم في قرية كاناما بولاية يوبه شمال شرقي البلاد على الحدود مع النيجر.
وفي 12 مارس 2015 قبلت داعش بيعة بوكو حرام التي كانت قد أعلنت بيعتها في بداية الشهر، وذلك بعد بث شريط صوتي على الشبكة العنكبوتية.

## أصل التسمية
الاسم الرسمي للمجموعة «جماعة أهل السنة للدعوة والجهاد»، أما اسم بوكو حرام فيتألف من كلمتين الأولى بوكو وتعني باللغة الهوسية «دجل» أو «ضلال»، والمقصود بها «التعليم الغربي»، وحرام وهي كلمة عربية، فبوكو حرام تعني «منع التعليم الغربي».

## التأسيس
تأسست الجماعة في يناير 2002، على يد محمد يوسف، وهو الذي أسس قاعدة الجماعة المسماة أفغانستان، في كناما، ولاية يوبه. يدعو يوسف إلى الشريعة الإسلامية وإلى تغيير نظام التعليم، وعلى حسب قوله: «هذه الحرب التي بدأت الآن سوف تستمر لوقت طويل». عرف عن الجماعة في باوتشي رفضها الاندماج مع الأهالي المحليين، ورفضها للتعليم الغربي والثقافة الغربية، والعلوم. تتضمن هذه الجماعة قادمين من تشاد ويتحدثون فقط اللغة العربية. وعند تأسيسها في 2004 كانت الحركة تضم نحو مئتي شاب مسلم، بينهم نساء ومنذ ذلك الحين تخوض من حين لآخر مصادمات مع قوات الأمن في بوشي ومناطق أخرى بالبلاد. وفي 24 آب /أغسطس 2014 أعلنت بوكو حرام الخلافة في مدينة غووزا شمال نيجيريا.
في يوليو 2009 بدأت الشرطة النيجرية في التحري عن الجماعة، بعد تقارير أفادت بقيام الجماعة بتسليح نفسها. تم القبض على عدد من قادة الجماعة في باوتشي، مما أدى إلى اشتعال اشتباكات مميتة بين قوات الأمن النيجيري وقدر عدد الضحايا بحوالي 150 قتيل. كما عرضت قناة الجزيرة في 9 فبراير 2010 صور قتل جماعي تقوم بها قوات الجيش والشرطة لأشخاص مدنيين يقال أنهم من أعضاء بوكو حرام.

## الأسباب والعقيدة والتكفير
الولايات النيجيرية مع قانون الشريعة مبين باللون الأخضر

### الأسباب

#### اقتصادية
شدد بعض المحللين على الأسباب الاقتصادية كعامل في نجاح بوكو حرام.  تتركز الثروة في نيجيريا بين أعضاء النخبة السياسية الصغيرة، وخاصة في الجنوب المسيحي من البلاد.  نيجيريا هي أكبر اقتصاد في إفريقيا، لكن 60٪ من سكانها البالغ عددهم 173 مليونًا (اعتبارًا من 2013) يعيشون على أقل من دولار واحد في اليوم.

تطبيق بوكو حرام لحد السرقة عام 2017م.

#### دينية
قد يكون قانون الشريعة الذي فرضته السلطات المحلية، بدءًا من زامفارا في يناير 2000 ويغطي 12 ولاية شمالية بحلول أواخر عام 2002، قد عزز الروابط بين بوكو حرام والقادة السياسيين، ولكن اعتبرته الجماعة فاسدة.

#### استياء شديد من الاستعمار
يشرح الأكاديمي آتا باركيندو قدرة المجموعة «المحيرة» على «الحفاظ على الزخم» جزئيًا من خلال «المظالم المتراكمة وغير المعالجة» ضد الاستعمار في المنطقة، بما في ذلك الحدود الاستعمارية (لنيجيريا، وغانا، إلخ) التي أنشأها الأوروبيون والتي لا تحمل أي مسؤولية. التشابه مع «إمبراطوريات ما قبل الاستعمار، والأقاليم العرقية أو الثقافية»، واستخدام الجماعة «للسرد التاريخي» لإمبراطورية كانم - برنو الإسلامية. وأعلن محمد يوسف أن «أرضنا كانت دولة إسلامية قبل أن تتحول إلى أرض كافر، والنظام الحالي مخالف لمعتقدات المسلمين الحقيقية».

#### ميزة سياسية
يُعتقد أن المصالح السياسية وتحيز النخبة النيجيرية تلعب دورًا رئيسيًا في ازدهار أنشطة المنظمة: تتطلب القيادة السياسية أن تشير الصحافة إلى المجموعة على أنها قطاع طرق وليس إرهابيين، مما يقلل من حجم التهديد الذي يمثلونه.

#### الأمية / نقص التعليم
في مناقشة نظمها مركز وودرو ويلسون، سلط الزعيم أولوسيغون أوباسانجو، الرئيس السابق لنيجيريا، الضوء على المستوى المنخفض لمحو الأمية والتعليم في الأجزاء الشمالية من البلاد، كمساهمة في استمرار بوكو حرام.
وبحسب أوباسانجو، فإن الأطفال والشباب الأميين وغير المتعلمين هم أكثر عرضة للانخراط في صفوف المنظمة الإرهابية.

### الأيديولوجيا
يقال إن مؤسس بوكو حرام، محمد يوسف، كان مستوحى من الداعية الإسلامي المثير للجدل محمد مروة (ميتاتسين)، الذي أدان قراءة أي كتب غير القرآن.  يوسف نفسه، في مقابلة عام 2009، أعرب عن معارضته ليس فقط للتعليم الغربي، ولكن لنظرية التطور، الأرض الكروية (غير المسطحة)، وفكرة أن يأتي المطر من «التبخر الذي تسببه الشمس» بدلاً من خلقه وإرساله مباشرة بواسطة الله.
تعارض بوكو حرام تغريب المجتمع النيجيري،  الذي تحمله مسؤولية «ثقافة الفساد في نيجيريا»،  وتطالب بإقامة دولة إسلامية في نيجيريا. تطورت إلى جماعة جهادية في عام 2009. وباعتبارها جماعة جهادية سنية، تسعى الجماعة جاهدة لإعادة تأسيس الخلافة الإسلامية ووضع كل الشعوب تحت سيطرتها، والتخلص من الدول الحديثة والشعور الوطني تجاهها. بعد إعلان بوكو حرام ولاءها لتنظيم الدولة الإسلامية، أعلن بيان لداعش أن «رفض القومية هو الذي دفع المجاهدين(مقاتلو الجهاد) في نيجيريا لإعطاء البيعة (الولاء) للدولة الإسلامية وشن الحرب ضد المرتدين النيجيريين ( المرتدين) الذين يقاتلون من أجل الطاغوت النيجيري (الطاغية الوثني)»  ترتبط معه باتباع المذهب السلفي.
التكفير
إن المتمردين الذين يسعون للإطاحة بحكومة مسلمة يعوقهم العقيدة الإسلامية السائدة التي تحظر قتل أو استعباد المسلمين الآخرين - مثل السلطات الحكومية أو الجيش أو المسلمين العاديين الذين يفشلون في احتضان التمرد. التكفير - إعلان المرتدين أولئك الذين يعارضون الجهاديين - له ميزة ليس فقط في إلغاء هذا الحظر، ولكن جعل قتل هؤلاء المسلمين «واجبًا دينيًا». في خطاب ألقاه في 18 ديسمبر / كانون الأول 2016 أمام قادته، أعلن شيكاو أنه «حتى لو كانت المرأة تصلي وتصوم، فبمجرد أن تنخرط في الديمقراطية يمكنني أسرها في معركة».

وفقًا للباحثين جاكوب زنة وزكريا بيير، 
بعد عام 2010 ... كان شيكاو يعتقد أن الجهاد واجب وأن عدم الانضمام إلى جهاده هو بمثابة ردة. هذا لا يعني أن شيكاو قتل أي شخص بشكل نشط بعد أن أعلن الجهاد وأعاد تسمية الجماعة "JAS" في عام 2010. بدلاً من ذلك، كان هناك «مقياس أولوية» مع المسيحيين، واستهدفت الحكومة والدعاة المسلمين المناهضين لـ JAS أولاً. وهذا يعني أيضًا أن أي مسلمين يُقتلون بشكل جماعي لم يكن مصدر قلق لأنهم «مذنبون» لعدم انضمامهم إلى جهاده. ... [بحلول] أكتوبر 2010 ... أصبحت الاغتيالات التي استهدفت الزعماء الدينيين المسلمين، وخاصة السلفيين الذين عارضوا التفسير الديني لـ JAS ، وكذلك موظفي الخدمة المدنية، حدثًا شبه أسبوعي في شمال شرق نيجيريا. بالإضافة إلى ذلك، كانت السجون والبنوك والكنائس وقاعات البيرة أهدافًا شائعة للهجوم.

## الاشتباكات

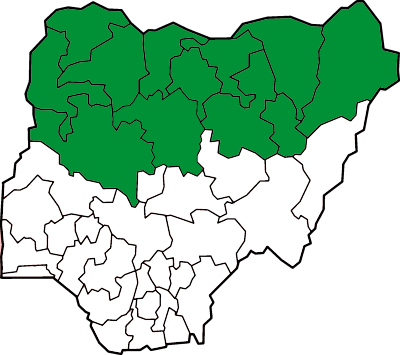
خريطة تبين الولايات النيجيرية التي تستهدفها الجماعة لتطبيق الشريعة

### الهجمات
| خط زمني        | خط زمني |
| -------------- | --- |
| يوليو 2009     | في ولاية يوبه، ووردت تقارير تفيد باستخدام المقاتلين دراجات نارية محملة بالوقود وأقواس مزودة بأسهم سامة للهجوم على مقر للشرطة. في 30 يوليو، أثيرت ادعاءات عن مقتل الزعيم محمد يوسف نفسه بعد احتجازه من قبل قوات الأمن. |
| يناير 2010     | قامت الجماعة بمهاجمة ولاية بورنو النيجيرية، مما أسفر عن مقتل أربع أشخاص. |
| 7 سبتمبر 2010  | سهلت بوكو حرام فرار 700 من المعتقلين في سجن ولاية باتوشي. |
| ديسمبر 2010    | نسب للجماعة مسؤولياتها عن تفجيرات سوق أبوجا، بعدما ألقت الشرطة القبض على 92 من أعضائها. |
| 28 يناير 2011  | اغتيل أحد المرشحين لمنصب حكومي، مع شقيقه وأربعة من ضباط الشرطة. |
| 29 مارس، 2011  | أحبطت الشرطة محاولة تفجير في مسيرة انتخابية في مايدوگوري، بولاية بورنو (موضح في الخريطة). واتهمت بوكو حرام بالتخطيط للقيام بها.                                                                                       |
| 1 أبريل 2011   | (قبل يوم واحد من مواعد الانتخابات التشريعية النيجيرية)، اشتبه في أحد أعضاء بوكو حرام بالهجوم على مقر للشرطة في ولاية باوتشي (موضح في الخريطة).                                                                        |
| 9 أبريل، 2011  | تم تفجير مركز للشرطة في مايدوگوري. في 15 أبريل، فجر مكتب للجنة الانتخابية الوطنية المستقلة في مايدوگوري، وأطلق الرصاص على عدة الأشخاص في حوادث منفصلة في نفس اليوم. واشتبهت السلطات في بوكو حرام.                     |
| 20 أبريل، 2011 | قتلت بوكو حرام رجل دين مسلم ونصبت كمين لعدة أفراد من الشرطة في مايدوگوري. في 22 أبريل، أطلقت بوكو حرام سراح 14 سجين أثناء فرار السجناء في يولا، ولاية أداماوا (موضح في الخريطة)                                       |
| 8 فبراير 2011  | وضعت بوكو حرام شروط لتحقيق السلام. وطالب الراديكاليون باقالة فورية لعلي مودو شريف حاكم ولاية بورنو، والسماح لأعضاء الجماعة باستعادة مسجدهم في مايدوگوري، عاصمة ولاية بورنو.                                           |
| 9 مايو 2011    | رفضت بوكو حرام عرض للعفو قدمه الحاكم المنتخب لولاية بورنو، كاشيم شتيما |
| 29 مايو 2011   | اتهمت بوكو حرام بمسؤوليتها عن سلسلة تفجيرات في شمال نيجريا في 29 مايو 2011، والتي أدت إلى مقتل 15 شخص. |
| 17 يونيو 2011  | أعلنت بوكو حرام مسؤوليتها عن تفجير انتحاري لمقرات الشرطة في أبوجا، كانت قد وقعت في اليوم السابق. وتعتقد السلطات أن هذه التفجيرات الانتحارية هي الأولى من نوعها في تاريخ نيجريا.                                       |
| 14 أبريل 2014  | اختطف التنظيم 276 فتاة من مدرسة ثانوية في ولاية برنو. |

## إعلان البيعة للدولة الإسلامية
في 8 مارس 2015 م بايعت حركة بوكو حرام تنظيم الدولة الإسلامية، وذلك بحسب بيان صوتي بُث عبر موقع الحركة على تويتر.
وجاء الإعلان على لسان زعيم بوكو حرام أبوبكر شيكاو.

وقال شيكاو في رسالته: «نعلن بيعتنا للخليفة»، وذلك في إشارة إلى أبو بكر البغدادي، وأضاف: «سنسمع ونطيع في العسر واليسر».

وفي 12 مارس 2015 قبل تنظيم الدولة الإسلامية بيعة الحركة، وغيرت الحركة اسمها ليصبح ولاية غرب أفريقية. وفي 4 أغسطس 2016 عين تنظيم الدولة الإسلامية أبا مصعب البرناوي أميرًا جديدًا على الحركة، وقالت مجلة النبأ الأسبوعية التي يصدرها التنظيم أن الوالي الجديد وعد بعدم مهاجمة المساجد والأسواق التي يستخدمها المسلمون.

## كتب
صدر العديد من الكتب حول جماعة بوكو حرام منها:
- بوكو حرام مشكلة تقتضي معالجتها: للكاتب البريطاني مايكل سميث وهو مذكرات والخبرة الميدانية والمعايشة المباشرة التي أتيحت للمؤلف، بحكم مهنته وممارساته الصحافية في أنحاء شتى من القارة الإفريقية.[45]